# Polnische Wirtschaft (Operette)
Polnische Wirtschaft ist eine Vaudeville-Posse in drei Akten des Komponisten Jean Gilbert (bürgerlicher Name: Max Winterfeld) und der Librettisten Curt Kraatz und Georg Okonkowski; für die Liedtexte zeichnete Alfred Schönfeld verantwortlich. Die Posse Polnische Wirtschaft kam in einer Bearbeitung des Hausherrn Jean Kren am 6. August 1910 am Thalia-Theater Berlin heraus und erreichte dort eine Serie von über 600 Vorstellungen.

## Handlung
1. Akt – Salon im Hause Mangelsdorf in Berlin
Obwohl Stadtrat Mangelsdorf nicht sehr vermögend ist, führt seine Ehefrau ein großes Haus. Ihr Plan – dadurch einen reichen Bräutigam von Stand für ihre Tochter anzulocken – scheint aufzugehen. Es hat sich nun Besuch aus Berlin angekündigt, Geheimrat von Veltenius, ein Mitglied der Regierung. Überraschend bekommt Stadtrat Mangelsdorf jetzt aber Besuch von Herrn Steinöl.
Vor einiger Zeit hatte Stadtrat Mangelsdorf unter dem Pseudonym „Krause“ eine Affäre mit einer jungen hübschen Polin und wurde von deren eifersüchtigem Begleiter, Graf Casimir von Schofinsky, brutal verprügelt. Herr Steinöl war zufällig zur Stelle und hatte diesen Moment photographisch festhalten können. Diese Bilder inklusive Glasplatten kann Mangelsdorf nun für 3000 Mark kaufen; andernfalls droht Steinöl mit Veröffentlichung.
Willy Hegewaldt soll auf Wunsch von Frau Mangelsdorf deren Tochter Erika heiraten. Man hält ihn für einen reichen Junggesellen und Rittergutsbesitzer. Das Gut gehört aber Hegewaldts Ehefrau, mit der er in Scheidung lebt und er hofft, da er Familie Mangelsdorf für reich hält, durch die Heirat mit Erika seinem finanziellen Absturz zu entgehen. Marga, die polnische Ehefrau Hegewaldts, hat das Gut von ihrer polnischen Tante Cordula geerbt; allerdings nur für den Zeitraum ihrer glücklich bestehenden Ehe. Es muss nun unbedingt die Fassade eines harmonischen Ehelebens aufrechterhalten werden, da sonst das Anwesen an eine unbedeutende Seitenlinie der Familie fällt, an deren Spitze derzeit Graf Casimir von Schofinsky steht.
Fünf Jahre lang findet sich Graf Casimir jeden 30. August auf Gut „Groß-Karschau“ ein. Zusammen mit seinen vier ebenfalls erbberechtigten Nichten lässt er sich das Hegewaldtsche Eheglück bestätigen. Da Willy sich nun der Scheidung wegen weigert, am 30. August kontrolliert zu werden, schickt Marga den Lyriker Hans Fiedler, um ihn umzustimmen.
Erika überrascht Willy im Gespräch mit Hans und der wird ihr spontan als Gutsverwalter vorgestellt. Neugierig fragt sie ihn über die Verhältnisse der Hegewaldtschen Landwirtschaft aus, bekommt aber vom völlig unwissenden Hans nur verkehrte Antworten. Hans verliebt sich anlässlich dieses Gesprächs in Erika und berichtet, zurück auf Groß-Karschau, Marga von den Heiratsplänen ihres Noch-Ehemannes.
Zornig taucht nun Marga bei Mangelsdorf in Berlin auf und verlangt von Willy dessen Anwesenheit beim Familientag auf Groß-Karschau. Um Willy eifersüchtig zu machen, verrät sie ihm, dass ihr – in seiner Abwesenheit – der Aviatiker Fritz Sperling bereits Avancen gemacht hätte. Als nun zufällig Mangelsdorf dazukommt, erkennt sie in ihm Herrn Krause, mit dem sie vor einiger Zeit eine Affäre hatte.
Die Missverständnisse vergrößern sich, als der Aviatiker Fritz Sperling erscheint. Dieser verfolgte Marga bis zu Mangelsdorf in Berlin. Nun ist er sehr müde und schläft im Mangelsdorfschen Empfangszimmer in einem Sessel ein. Als plötzlich Geheimrat von Veltenius vor der Tür steht, verbirgt man den schlafenden Sperling hinter einem Paravant. Dadurch erwacht dieser, wähnt sich im Halbschlaf bereits zu Hause und entkleidet sich bis aufs Hemd. Musik setzt ein und mit dem Lied „Lunapark“ in das alle einstimmen fällt der Vorhang.
2. Akt – Großer Festsaal auf Gut Groß-Karschau
Alle Beteiligten haben sich auf dem Rittergut Groß-Karschau eingefunden. Graf Casimir nimmt mit seinen vier Nichten Willy und Margas Eheleben in Augenschein. Mangelsdorf hat aus Angst, vom polnischen Grafen erkannt zu werden, seinen Bart abrasiert und sich als polnischer Diener verkleidet. Es erkennt ihn keiner, aber da er als Bediensteter alles falsch macht, wird er laufend schikaniert. Willy verliebt sich erneut in seine Noch-Ehefrau Marga und will nun Erika nicht mehr heiraten. Um die Verlobung zu lösen, hilft ihm Hans Fiedler, der sich in Erika verliebt hat. Hans verkleidet sich als polnisches Edelfräulein und schäkert mit Willy. Als Erika dies gewahr wird, sagt sie sich sofort von Willy los. In ihrer Verwirrung hält sie nun Hans aber für ein Mädchen und fühlt sich auch von diesem betrogen. Er erklingt wieder Musik und der Vorhang fällt.
3. Akt – Der Garten von Gut Groß-Karschau
Fritz Sperling verrät Graf Casimir die Scheidungsabsichten Willy Hegewaldts. Daraufhin sieht sich dieser schon als Besitzer des Ritterguts. Da berichtet Geheimrat von Veltenius von der Versöhnung Willys mit Marga. Außerdem erklärt er nach Prüfung des Testaments, dass Schofinsky als Erbe grundsätzlich nicht in Frage käme, sondern eine andere Seitenlinie. Erbost reist daraufhin Schofinsky samt Nichten ab.
Mit Hilfe Willy Hegewaldts kann Hans endlich beweisen, dass er kein Mädchen ist. Nun gibt auch Erika zu, ihn zu lieben (Duett „Männe halt mir mal die Taille auf“). Nachdem Hans seinen zukünftigen Schwiegereltern berichtet hat, Aussicht auf ein Erbe in Höhe von 200.000 Mark zu haben, geben auch diese ihren Segen zur Vermählung (Terzett „Wie schön ist doch Berlin“). Als der von allen verschmähte Aviatiker mit seinem Ballon über Groß-Karschau fährt, wirft er seinen Ballast-Sand auf die sich gerade versöhnende Gesellschaft. Musik erklingt und der Vorhang fällt.